# 东兴街道 (鸡西市)
东兴街道，是中华人民共和国黑龙江省鸡西市滴道区下辖的一个乡镇级行政单位。

## 行政区划
东兴街道下辖以下地区：
新华社区、光华社区、白云社区、电厂社区和路南社区。